# Morro Bay
Morro Bay ist eine Stadt im San Luis Obispo County im US-Bundesstaat Kalifornien mit 10.757 Einwohnern (Stand: 2020).
Das Stadtgebiet hat eine Größe von 26,3 km².

## Geschichte
Ursprünglich wohnten die Chumash-Indianer im Gebiet, besonders bei der Mündung des Morro Creeks.
Am 18. Oktober 1587 kamen die erste Filipinos in Amerika bei Morro Bay an. Sie fuhren in der spanischen Galeone Nuestra Señora de la Esperanza. Einer von ihnen wurde von örtlichen Indianern ermordet während er auskundschaftete.
Am 8. September 1769 kam die erste europäische Entdeckungsgruppe von Oberkalifornien, die spanische Portola-Expedition, das Los-Osos-Tal herunter. Sie lagerte neben der heutigen Morro Bay.
Die Stadt Morro Bay wurde nach Morro Rock benannt und 1870 von Franklin Riley gegründet. Es war eine Hafenstadt zum Export von Molkerei- und Farmprodukten. Riley spielte eine wichtige Rolle beim Bau eines Hafendammes.
Eine Unterart des Schmetterlinges, der Morro Blue (Aricia icarioides moroensis) wurde vom Entomologen Robert F. Sternitzky im Juni 1929 in Morro Bay entdeckt.
Während der 1940er Jahre entwickelte Morro Bay eine Seeohren-Fischerei-Industrie. 1957 erreichte diese ihren Höchststand, wegen Überfischung sind die Bestände zurückgegangen.
Ein Teil von Morro Bay ist als Vogelreservat ausgewiesen. Morro Bay ist auch ein staatliches und nationales Ästuar. Große Teile von Morro Bay sind ein Wildreservat.

## Persönlichkeiten der Stadt
- Jack LaLanne (1914–2011), Begründer der US-Fitness-Bewegung französischer Herkunft
- Kent Nagano (* 1951), US-amerikanischer Dirigent japanischer Herkunft
- Olivia Taylor Dudley (* 1985), Schauspielerin

## Impressionen

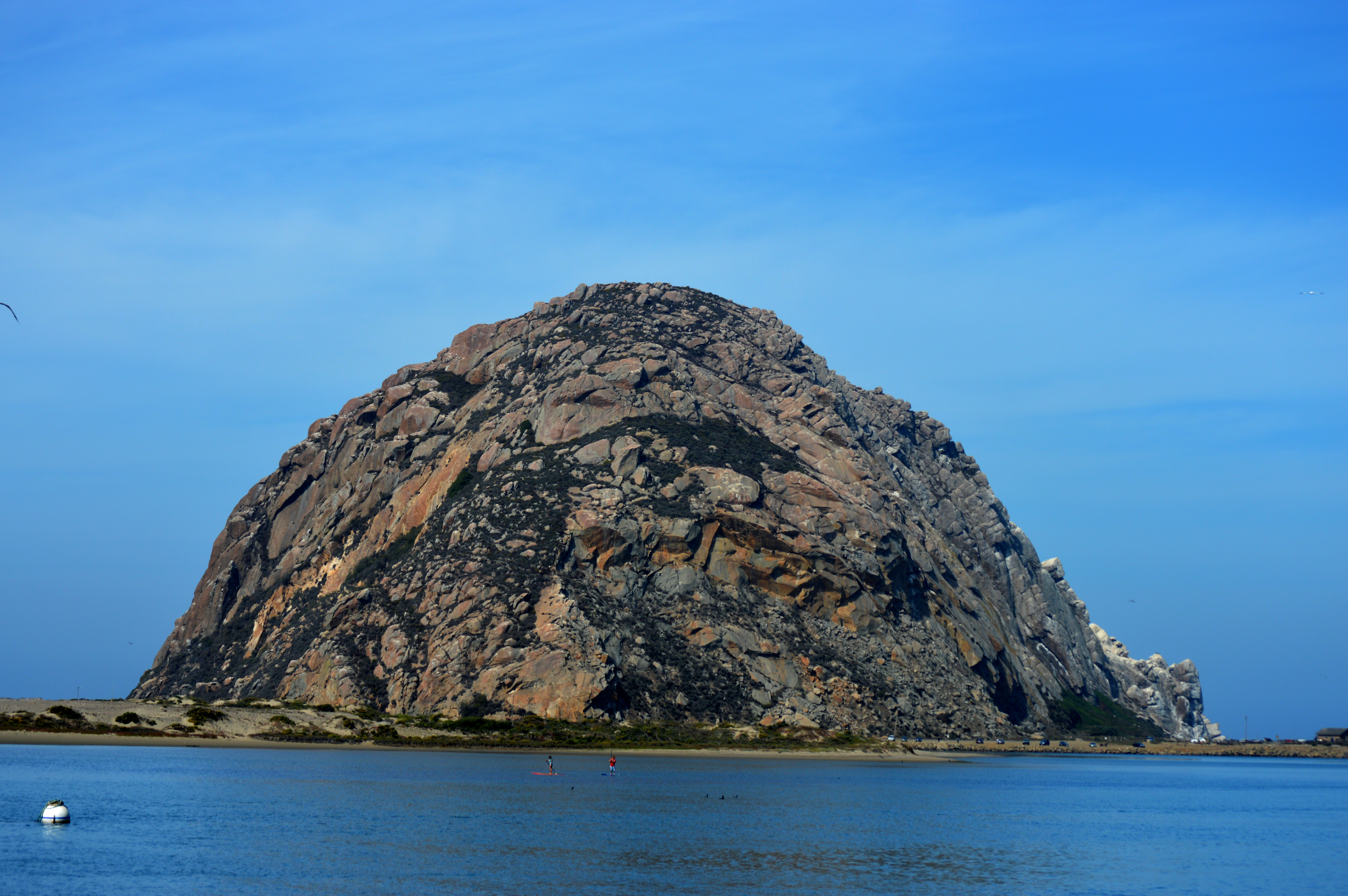
Auffälligstes Merkmal der Stadt ist der Morro Rock, ein 176 Meter (576 Fuß) hoher Hügel vulkanischer Herkunft.
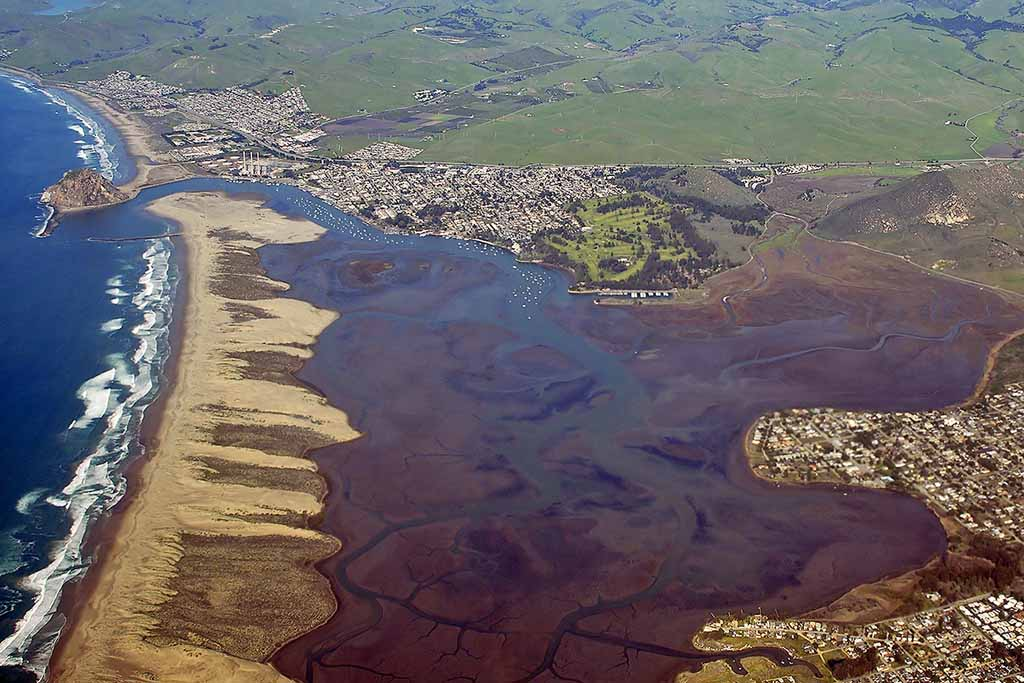
Küstenlandschaft des San Luis Obispo County.
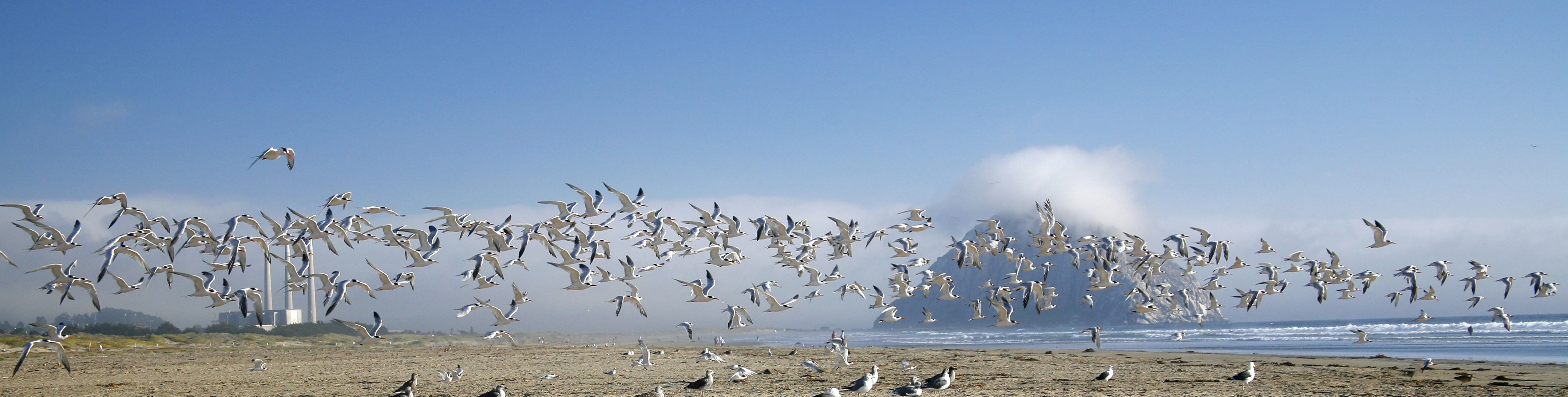
Schmuckseeschwalben am Morro Strand State Beach, im Hintergrund der Morro Rock.